# Bolat Rajymbekow

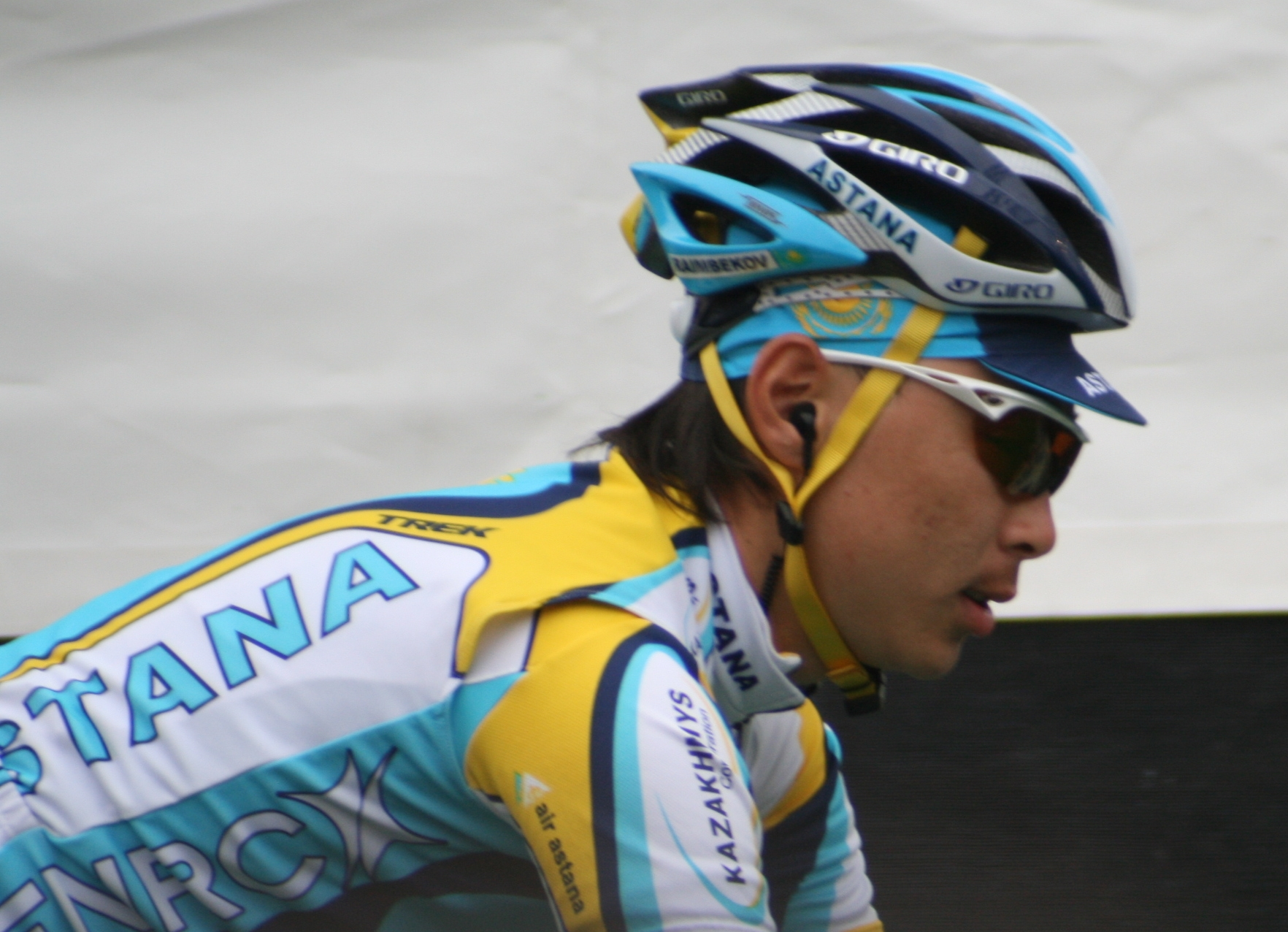
Bolat Rajymbekow bei der Ronde van Vlaanderen 2009

Bolat Rajymbekow (kasachisch Болат Райымбеков, russisch Болат Раимбеков Bolat Raimbekow; * 25. Dezember 1986) ist ein kasachischer Radrennfahrer.
Bolat Rajymbekow gewann 2004 die Goldmedaille im Straßenrennen bei den Asian Junior Games in Yotsukaichishi. In der Saison 2006 gewann er den Kivilev Memorial-Almaty. Ende der Saison startete er bei der Straßenrad-Weltmeisterschaft in Salzburg im Straßenrennen der U23-Klasse, wo er den 110. Platz belegte. In der Saison fuhr Rajimbekow für das kasachische Continental Team Ulan. 2009 und 2010 startete  er für das ProTeam Astana.

## Teams
- 2008 Ulan
- 2009–2010 Team Astana